# 今久留主成幸
今久留主 成幸（いまくるす なりゆき、1967年5月10日 - ）は、大阪府摂津市出身の元プロ野球選手（捕手）。
実兄は日本航空高等学校石川元野球部監督の今久留主祐成。元毎日・西鉄の今久留主淳、元毎日・近鉄の今久留主功は親戚にあたる。

## 経歴

### プロ入り前
小学校時代は摂津リトルに所属。清原和博のいた岸和田リトルを破り、リトルリーグ全日本選手権優勝。PL学園高校で、前述の清原や桑田真澄とともに、1985年に春の選抜に控え捕手として出場。同期に松山秀明、内匠政博もいる。準決勝で渡辺智男を擁する伊野商に敗退。同年夏の選手権では背番号2の正捕手だったが、春と同じく杉本隆雄（プリンスホテル）の控えに回る。順調に勝ち進み、決勝で宇部商を降し優勝を飾る。
卒業後は明治大学に進む。東瀬耕太郎と舟山恭史は同期である。東京六大学野球リーグでは1986年秋季リーグで優勝を経験するが、自身の活躍の場はなかった。1989年に野球部主将となる。同年春季リーグでは2年生の三輪隆に正捕手の座を譲るが、秋季リーグで活躍しベストナイン（捕手部門）に選出されている。リーグ通算32試合に出場、87打数17安打、打率.195、3本塁打、8打点。

### 現役時代
1989年度ドラフト会議で横浜大洋ホエールズから4位指名を受け、入団。なお、前述の東瀬もその頃、同時に大洋に入団している。契約金4000万円・年俸480万円（金額は推定）と決まった。1991年9月7日の阪神戦ではプロ入り初安打となるサヨナラ安打を放つ。
1995年シーズン途中、金銭トレードで西武ライオンズへ移籍。これにより、同じ試合に一軍出場はなかったが、前述の清原と一時的に同僚となった。
1997年1月、肘の手術からの復活を期す桑田に請われ、オーストラリア自主トレに他球団の選手ながら同行。桑田の生きた球を一番受けてきた捕手として、桑田が本当にプロで通用する球を手術後も投げられるかの判定を任される。同年、6年ぶりの一軍復帰で自己最多の14試合に出場し、チームのシーズン200個目の盗塁を決めるも後が続かず、翌年以降は一軍復帰がないまま1999年シーズン限りで現役を引退。

### 現役引退後
2000年より、古巣の横浜球団にスカウトとして約4年ぶりに復帰した。
2007年にはベースボール・チャレンジ・リーグ・信濃グランセローズのゼネラルマネージャーに就任。2009年、前年限りで退任した木田勇の後任として監督に就任、7月12日に新潟県立野球場（HARD OFF ECOスタジアム新潟）で開催された対新潟アルビレックスBC後期2回戦開始前の始球式に、特別ゲストの桑田が最終所属チームであるピッツバーグ・パイレーツの背番号18のユニフォームをまとい、今久留主が捕手を務めるなど演出が図られた。しかし前後期とも最下位に終わり、この年限りで辞任した。
その後は、桑田が理事長を務める特定非営利活動法人アミーチ・デル・クオーレのコーチ、社会人野球のHonda鈴鹿のコーチ、ツネイシブルーパイレーツの統括アドバイザーを歴任している。また、株式会社BCORZの代表取締役を経て、株式会社WELSOCで役員を務める。

## 詳細情報

### 年度別打撃成績
| 年 度     | 球 団     | 試 合 | 打 席 | 打 数 | 得 点 | 安 打 | 二 塁 打 | 三 塁 打 | 本 塁 打 | 塁 打 | 打 点 | 盗 塁 | 盗 塁 死 | 犠 打 | 犠 飛 | 四 球 | 敬 遠 | 死 球 | 三 振 | 併 殺 打 | 打 率 | 出 塁 率 | 長 打 率 | O P S |
| --------- | --------- | ----- | ----- | ----- | ----- | ----- | -------- | -------- | -------- | ----- | ----- | ----- | -------- | ----- | ----- | ----- | ----- | ----- | ----- | -------- | ----- | -------- | -------- | ----- |
| 1990      | 大洋      | 1     | 0     | 0     | 0     | 0     | 0        | 0        | 0        | 0     | 0     | 0     | 0        | 0     | 0     | 0     | 0     | 0     | 0     | 0        | ----  | ----     | ----     | ----  |
| 1991      | 大洋      | 8     | 7     | 7     | 0     | 1     | 0        | 0        | 0        | 1     | 2     | 0     | 0        | 0     | 0     | 0     | 0     | 0     | 2     | 1        | .143  | .143     | .143     | .286  |
| 1997      | 西武      | 14    | 8     | 7     | 3     | 2     | 1        | 0        | 0        | 3     | 1     | 2     | 0        | 0     | 0     | 1     | 0     | 0     | 3     | 0        | .286  | .375     | .429     | .804  |
| 通算：3年 | 通算：3年 | 23    | 15    | 14    | 3     | 3     | 1        | 0        | 0        | 4     | 3     | 2     | 0        | 0     | 0     | 1     | 0     | 0     | 5     | 1        | .214  | .267     | .286     | .553  |

### 年度別守備成績
| 年度 | 試合 | 企図数 | 許盗塁 | 盗塁刺 | 阻止率 |
| ---- | ---- | ------ | ------ | ------ | ------ |
| 1990 | 1    |        | 0      | 0      | .000   |
| 1991 | 8    |        | 0      | 0      | ----   |
| 1997 | 13   |        | 3      | 0      | .000   |
| 通算 | 22   |        | 3      | 0      | .000   |

### 記録
- 初出場：1990年6月14日、対阪神タイガース10回戦（横浜スタジアム）、8回表に秋元宏作に代わり捕手として出場
- 初安打・初打点：1991年9月7日、対阪神タイガース17回戦（横浜スタジアム）、9回裏に田村勤から中前へ逆転サヨナラ2点適時打
- 初先発出場：1991年10月2日、対阪神タイガース22回戦（阪神甲子園球場）、8番・捕手として先発出場
- 初盗塁：1997年8月19日、対千葉ロッテマリーンズ19回戦（西武ライオンズ球場）、8回裏に伊東勤の代走

### 背番号
- 57 （1990年 - 1995年途中）
- 52 （1995年途中 - 1999年）
- 90 （2009年）

## 関連情報

### 書籍
- 『不惑 桑田・清原と戦った男たち』（矢崎良一著、ぴあ、不惑の年（40歳）を迎えたKKコンビと同学年の9人（内プロ経験者8名）にKKコンビに関する取材をしたノンフィクション。第八章が今久留主自身の章、今久留主自身の球歴･今久留主から見たKKコンビに対する緻密な分析が詳細に語られる。ISBN 978-4835616926